# Eupithecia strigata
Eupithecia strigata är en fjärilsart som beskrevs av Karl Dietze 1910. Eupithecia strigata ingår i släktet Eupithecia och familjen mätare. Inga underarter finns listade i Catalogue of Life.